# Vandré (Charente-Maritime)
Vandré foi uma comuna francesa na região administrativa da Nova Aquitânia, no departamento de Charente-Maritime. Estendia-se por uma área de 14,57 km². Em 2010 a comuna tinha 1 168 habitantes (densidade: 80,2 hab./km²).
Em 1 de janeiro de 2018, passou a formar parte da nova comuna de La Devise.